# Tompkins Square Park

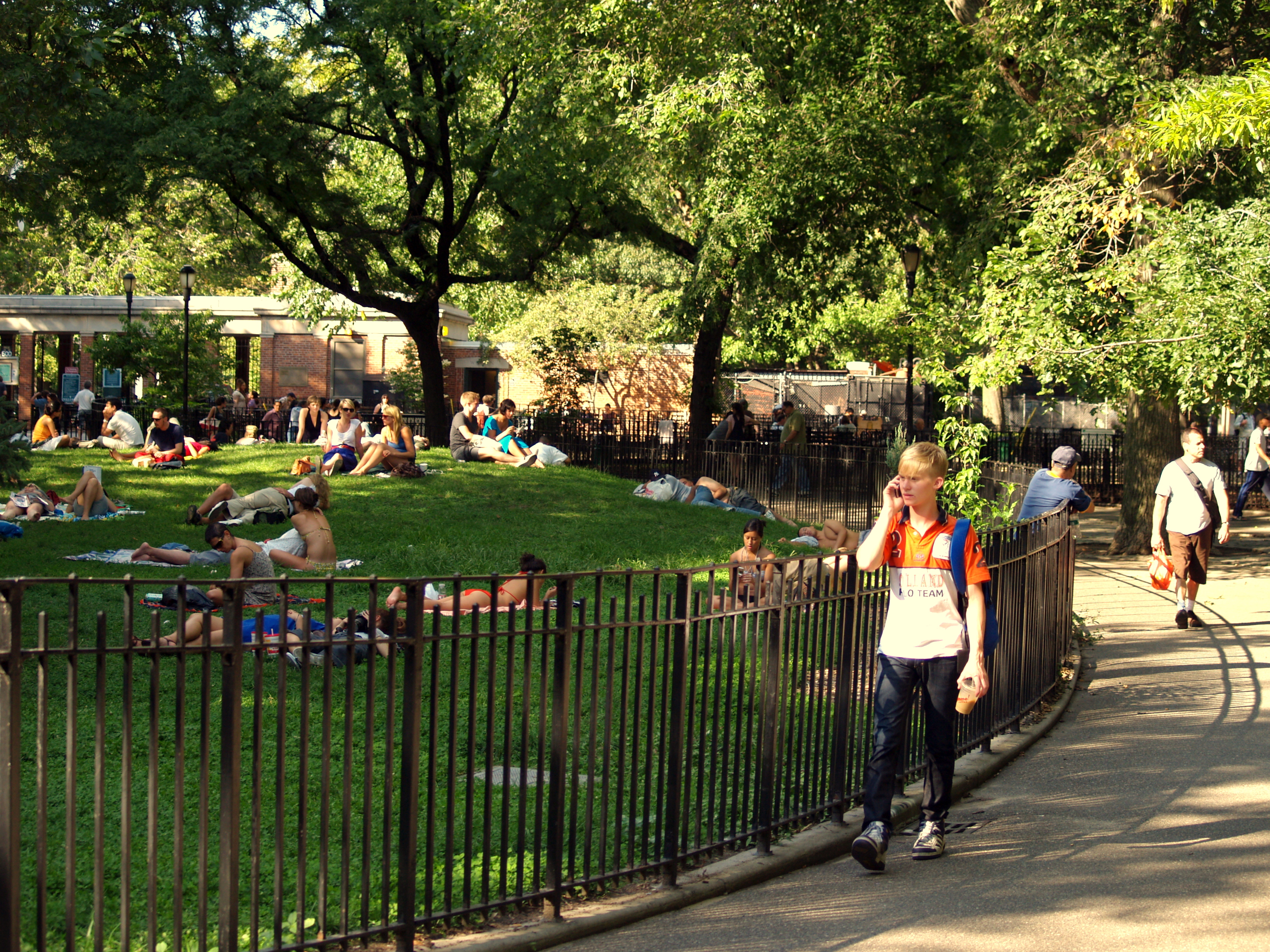
Die leichte Erhebung in der Mitte des Tompkins Square Park. Seit seiner Eröffnung ist der Eingang zum Park an der East 7th Street und der Avenue A. Seither ist er das Herz des Viertels.

Der Tompkins Square Park ist ein quadratischer, 4,2 Hektar großer, öffentlicher Park in der Alphabet City des East Village im Stadtbezirk Manhattan in New York City. Eines der markanten Merkmale des Tompkins Square Park ist sein Bestand an Amerikanischen Ulmen (Ulmus americana).

## Lage
Der Park wird im Norden durch die East 10th Street begrenzt, im Osten durch die Avenue B, im Süden durch die East 7th Street und im Westen durch die Avenue A. St. Mark’s Place grenzt im Westen an den Park.

## Geschichte

### 19. Jahrhundert
Dort, wo sich heute der Tompkins Square Park befindet, war früher ein Salzsumpf, der bei Flut vom East River überschwemmt wurde und hieß früher Stuyvesant Meadows, bevor er aufgeschüttet wurde.
Das unbebaute Marschland wurde wie die meisten landwirtschaftlichen Flächen von der Stadt kaum besteuert und erschien seinen Besitzern, den Nachfahren von Petrus Stuyvesant, wenig wert. Einer von ihnen, Peter Gerard Stuyvesant (1778–1847), schenkte einen Teil davon 1829 der Stadt mit dem Einverständnis, dass es ein öffentlicher Raum werden sollte. Andere Grundstückseigentümer entschädigte die Stadt und wandelte den schlammigen Grund in Baugrund um. Fünf Jahre später konnte 1834 der Tompkins Square eröffnet werden. Im Folgejahr wurde er mit einem gusseisernen Zaun eingefasst und mit Bäumen bepflanzt. Man ging davon aus, dass dem Platz eine blühende Zukunft beschieden sei, was jedoch durch die Wirtschaftskrise von 1837 verzögert wurde, die die Ausdehnung der Stadt ins Stocken brachte.
Tompkins Square Park wurde nach Daniel D. Tompkins (1774–1825) benannt, der von 1807 bis 1817 Gouverneur von New York sowie im Anschluss unter Präsident James Monroe Vizepräsident der Vereinigten Staaten war. Während seiner Amtszeit als Gouverneur beaufsichtigte er einige frühe Entwässerungsmaßnahmen auf diesem Gebiet, die in Verbindung mit kleineren Befestigungsanlagen während des Britisch-Amerikanischen Krieges von 1812 durchgeführt wurden.
Der Park wurde 1850 eröffnet.

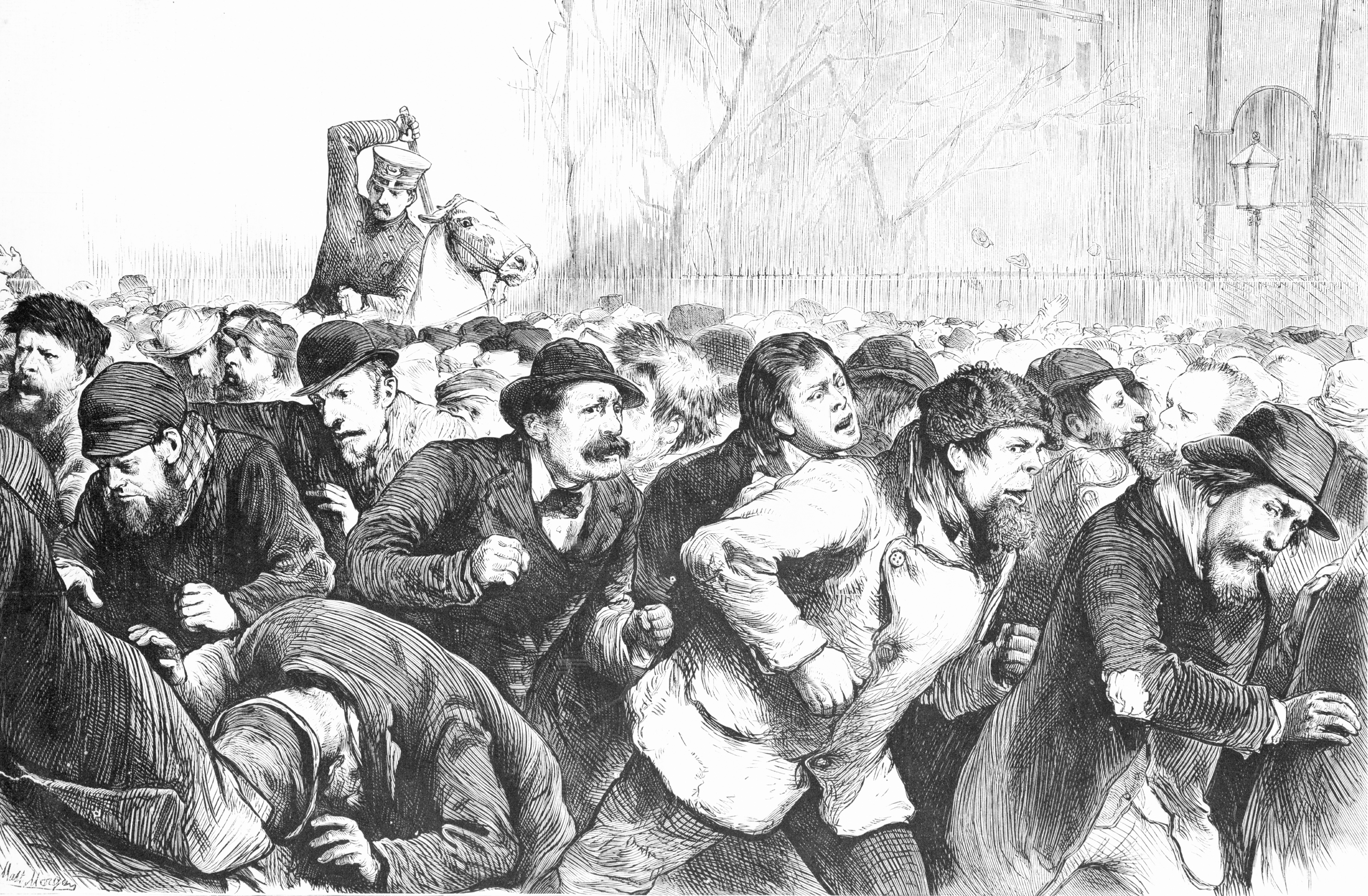
Tompkins Square Riot von 1874

Bis ins 20. Jahrhundert diente der Platz auch als Exerzierplatz der New Yorker Nationalgarde. Als 1857 hier Einwanderer wegen Arbeitslosigkeit und Kürzungen der Essensration protestierten, wurden sie von der Polizei attackiert. 1863 war der Park Schauplatz der tödlichen Draft Riots.
Am 13. Januar 1874 ereignete sich die Tompkins Square Riot im Park, bei der die Polizei eine Demonstration von tausenden von Arbeitern niederschlug. Diese Ausschreitungen markierten eine noch nie da gewesene Ära von Arbeiteraufständen und Gewalt. 1877 lieferten sich 5.000 Menschen eine Schlacht mit der Nationalgarde, als sie sich versammelten, um eine kommunistische, revolutionäre Rede zu hören.
Im April 1897 wurde ein Rabbi verhaftet, der keine Erlaubnis für das Vollziehen einer Birkat ha-Chama hatte, ein jüdisches Ritual, das nur alle 28 Jahre vollzogen wird.

### 20. Jahrhundert

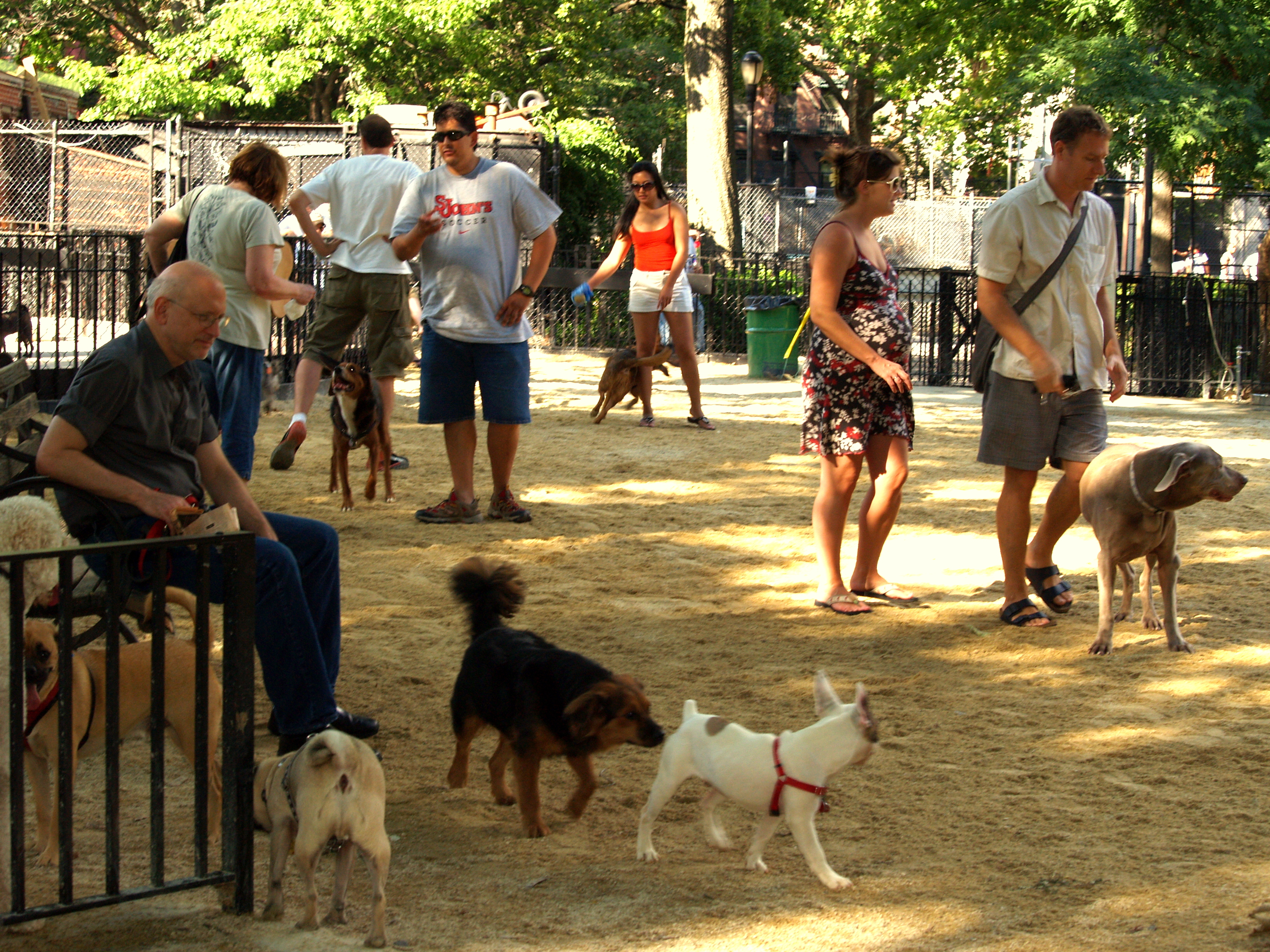
Der Hundelaufplatz (Dog Run) im Tompkins Square Park

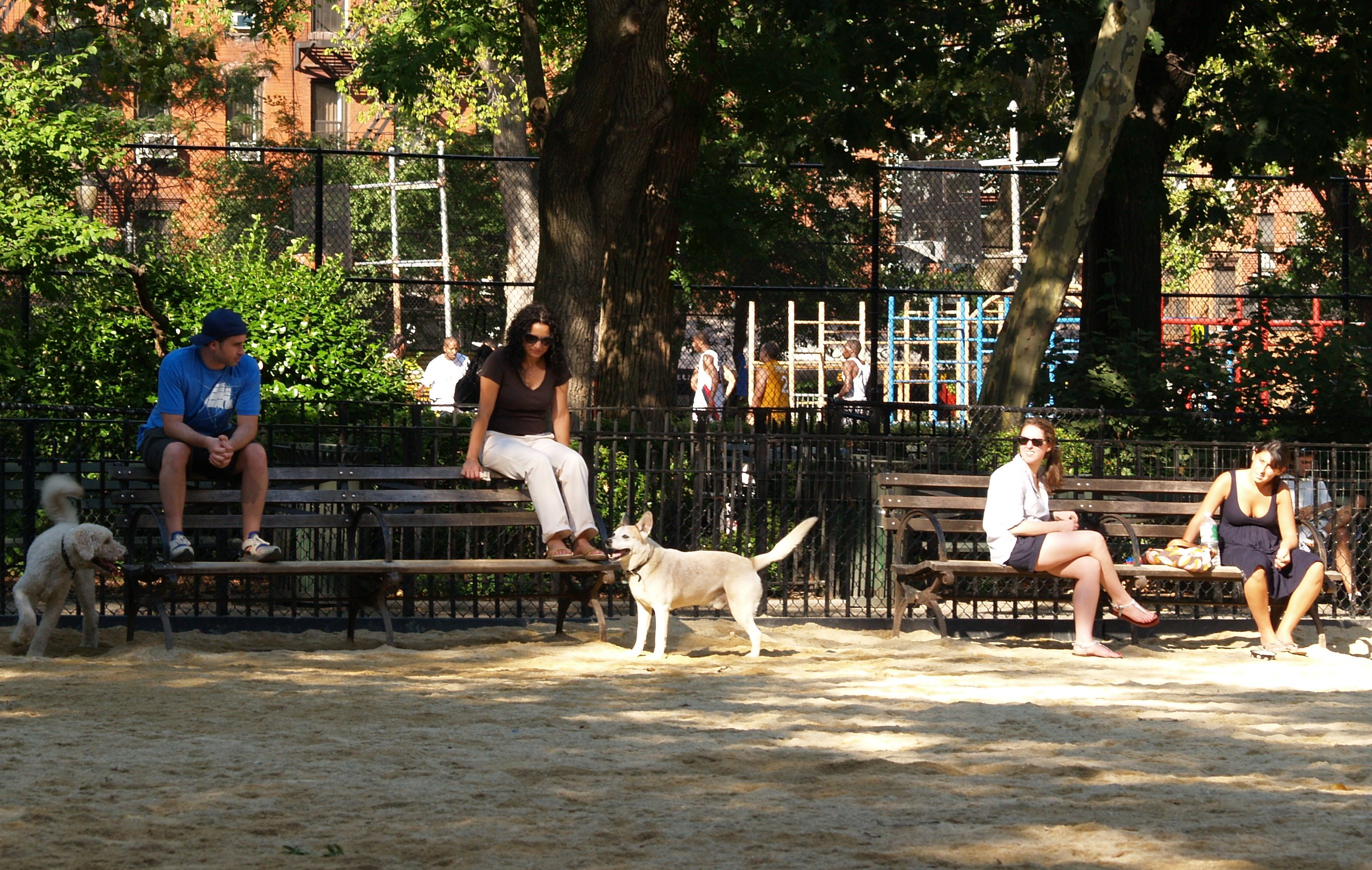
Der Hundelaufplatz (Dog Run) im Tompkins Square Park

Den Charakter eines Exerzierplatzes verlor der Tompkins Square, als er durch Robert Moses 1936 einen modernen Zuschnitt erfuhr. Es heißt, dass man damit Massenansammlungen, die sich hier zu Protesten seit den 1870er Jahren einfanden, besser zerteilen und in den Griff bekommen wollte. Diese Tradition lebte in den 1960er Jahren wieder auf, als der Park zur Heimstätte von Demonstrationen gegen den Vietnamkrieg wurde.
In den 1980er Jahren war der Tompkins Square Park für viele New Yorker zum Synonym für die wachsenden sozialen Probleme der Stadt geworden. Der Park hatte eine hohe Kriminalitätsrate, Obdachlosenlager und war ein Umschlagplatz für illegale Drogen. Heroinabhängige setzten sich hier ihre Spritzen.
Als die Polizei im August 1988 versuchte, die Obdachlosenlager des Parks zu räumen, brach ein Aufstand aus, bei dem 44 Personen verletzt wurden. Unbeteiligte wurden ebenso wie Obdachlose und politische Aktivisten in die Polizeiaktion verwickelt, die in der Nacht vom 6. auf den 7. August stattfand, nachdem eine große Anzahl an Polizisten den Park umstellt hatte und die eingeschlossene Menge angriff, während andere Polizisten alle Fußgänger anwiesen, die Straßen um den Park zu meiden. Ein Großteil der Gewaltaktionen wurde von Videokameras gefilmt und in den Nachrichten lokaler Fernsehsender gezeigt. Darunter eine Sequenz, in der ein Mann, der auf den Stufen seines Hauses saß, weiterfilmte, während er von einem Polizisten geschlagen wurde. Letztlich ging nur ein Fall vor Gericht, jedoch wurde kein Polizist für schuldig befunden.
Vom 3. Juni 1991 bis zum 25. Juli 1992 wurde der Park für die Öffentlichkeit aufgrund von Sanierungsmaßnahmen geschlossen – auch um die Obdachlosen fernzuhalten und die bestehenden Spannungen zu beruhigen.
Das Tompkins Square Dog Run ist das Ergebnis einer Initiative, die Mitte der 1980er Jahre von Hundehaltern gegründet wurde, die trotz der schwierigen Verhältnisse im Park (Kriminalität, Drogenmissbrauch) auf einen Platz, wo ihre Hunde ihren Auslauf bekommen können, nicht verzichten wollten. Aufgrund ihres Engagements wurde im Tompkins Square Park der erste Dog Run (“Hundelaufplatz”) New Yorks eröffnet. Vor allem wegen des sehr knapp bemessenen Wohnraums und des sonst strengen Leinenzwangs nutzen viele der etwa 1.000.000 Hundebesitzer aus allen Bevölkerungsschichten die Dog Runs in Manhattan. Im Rahmen der Renovierung und Aufwertung des Parks konnte hier 1990 der seither größte Dog Run der Stadt eröffnet werden, der in jüngster Zeit für 450.000 $ saniert wurde, die einerseits von der Stadt und andererseits durch Spenden und Fundraising aufgebracht wurden. Heute verfügt der Dog Run über eine Sandfläche, drei Schwimmbecken, Picknick-Tische und Bademöglichkeiten sowie Wasserschläuche, um die Hunde abzuduschen. So wurde zum Beispiel auch durch die Halloween-Party des Hundelaufplatzes Geld für die Sanierung des Dog Runs gesammelt. Es ist die größte Hunde-Halloween-Party der Vereinigten Staaten, bei dem jährlich über 400 kostümierte Hunde auftreten und ca. 2.000 Schaulustige angezogen werden.

### 21. Jahrhundert

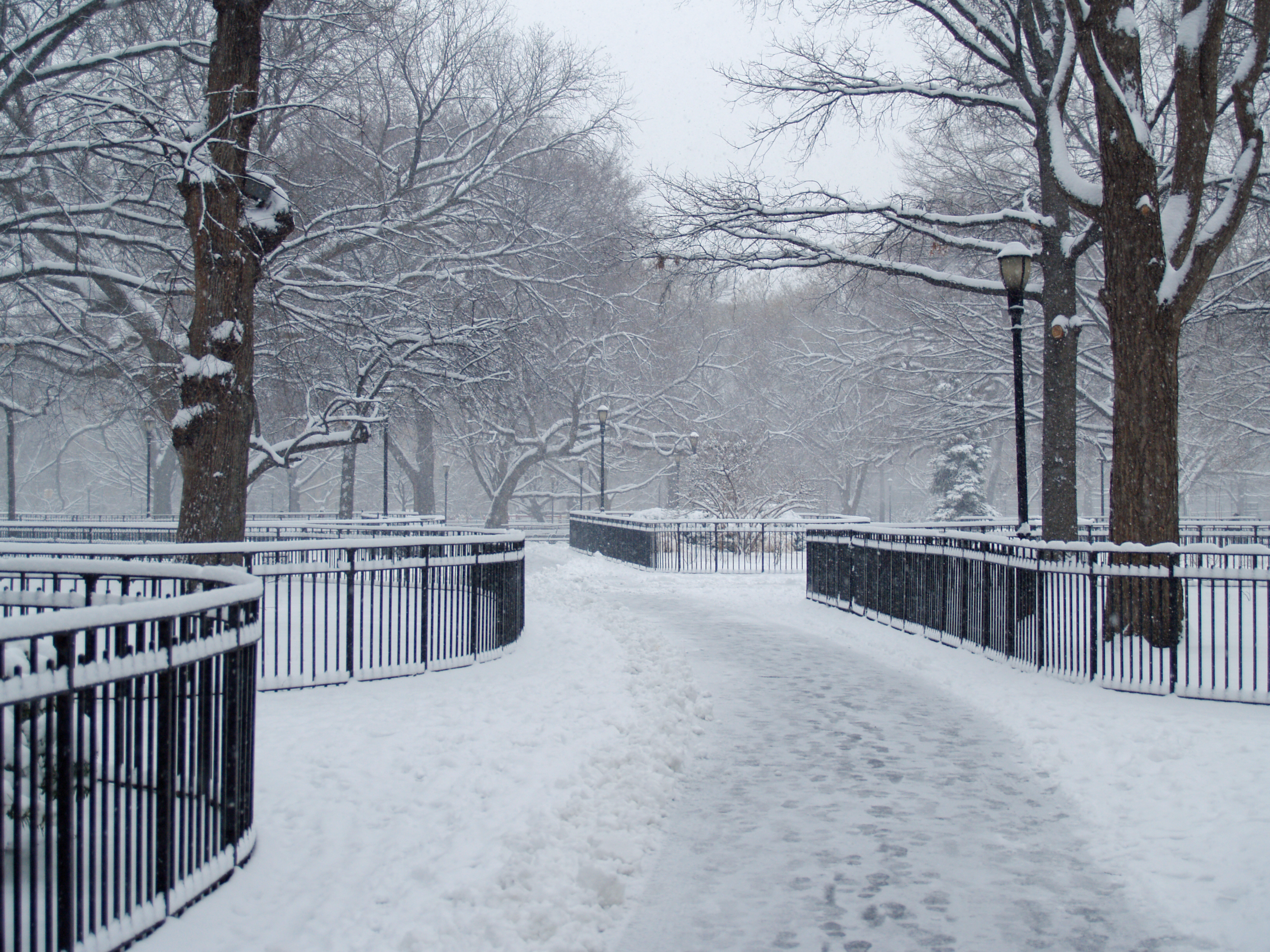
Tompkins Square Park (2008)

Nach seiner Sanierung in den frühen 1990er Jahren setzte eine zunehmende Gentrifizierung des East Village ein. Zugleich wurde eine Sperrstunde für den Park durchgesetzt und Obdachlose des Parks verwiesen. Damit veränderte sich der Charakter des Tompkins Square Park spürbar.
Heute bietet der Park Spielplätze, Basketball- und Handballplätze, Tische für Schachspieler und einen Hundelaufplatz (Dog Run). Er ist zu einem beliebten Ort für junge Familien, Studenten und ältere Menschen geworden und zieht Touristen aus aller Welt an.

## Veranstaltungen

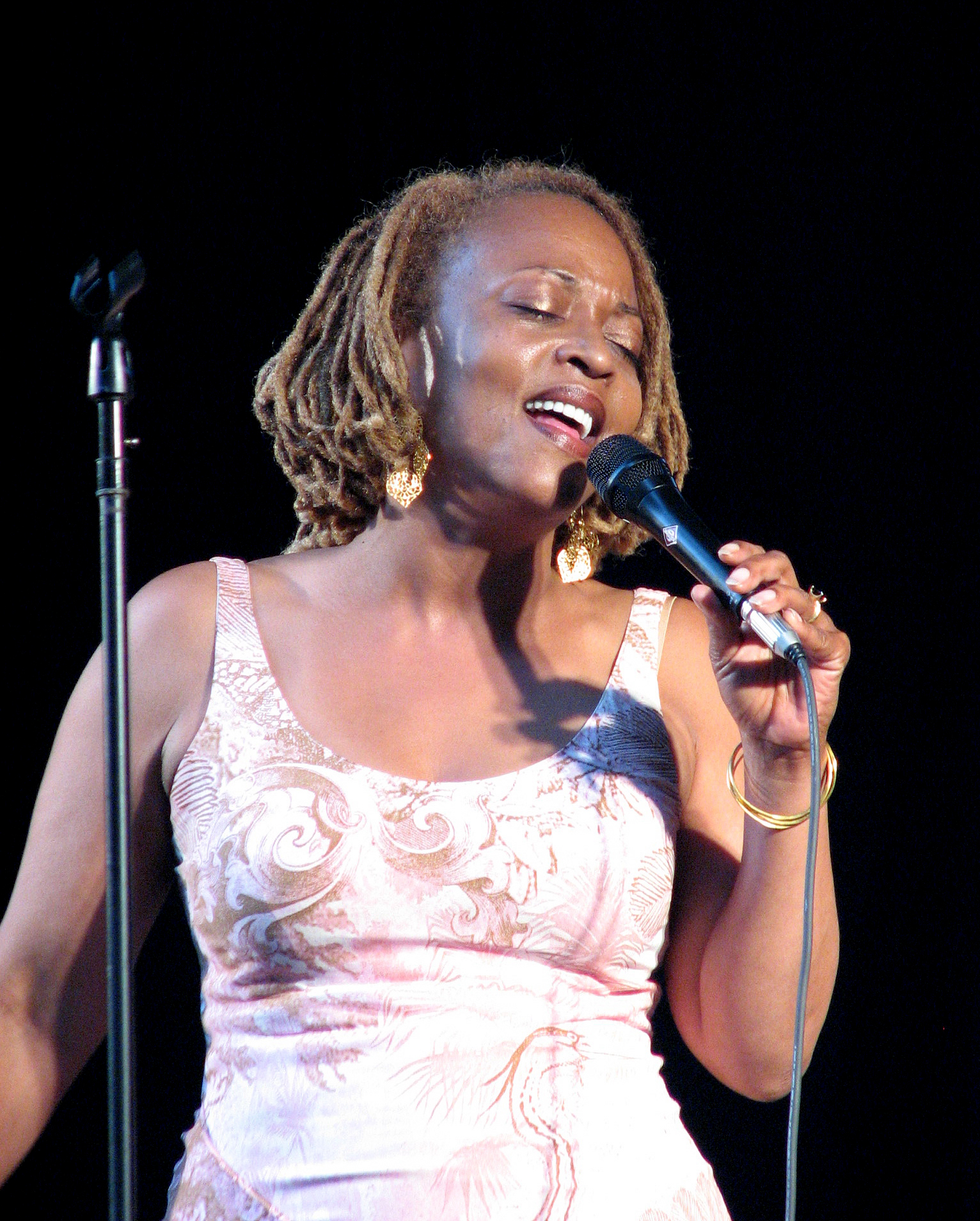
Cassandra Wilson, Charlie Parker Jazz Festival, Tompkins Square Park (2007).

Das Open-Air-Drag-Festival „Wigstock“ findet im Park statt und ist inzwischen Bestandteil des Howl Festivals. Das Charlie Parker Jazz Festival ist eine musikalische Ehrung der berühmten Jazzlegende, die in der Avenue B gewohnt hat. 2007 wurde das New Village Music Festival aus der Taufe gehoben, um die vielfältige Musikszene New Yorks feiert.
Jeden Sommer findet ein "Riot Reunion" Konzert mit dem Titel "Cracktöberfest" statt, bei dem die Punkband des Viertels – Leftöver Crack – auftritt bzw. eine ihrer anderen Formationen wie Choking Victim oder  Star Fucking Hipsters.
Der Ortsverband von Food Not Bombs Manhattans bietet jeden Sonntag bei jedem Wetter kostenlose Gerichte. Die Kulturabteilung der Französischen Botschaft in den Vereinigten Staaten in New York und das New York City Department of Parks and Recreation veranstalten gemeinsam ein beliebtes kostenloses französisches Filmfestival, bei dem im Juni und Juli gefeierte französische Filme jeden Freitag nach Sonnenuntergang in städtischen Parks gezeigt werden – darunter auch Tompkins Square Park.

## Denkmäler

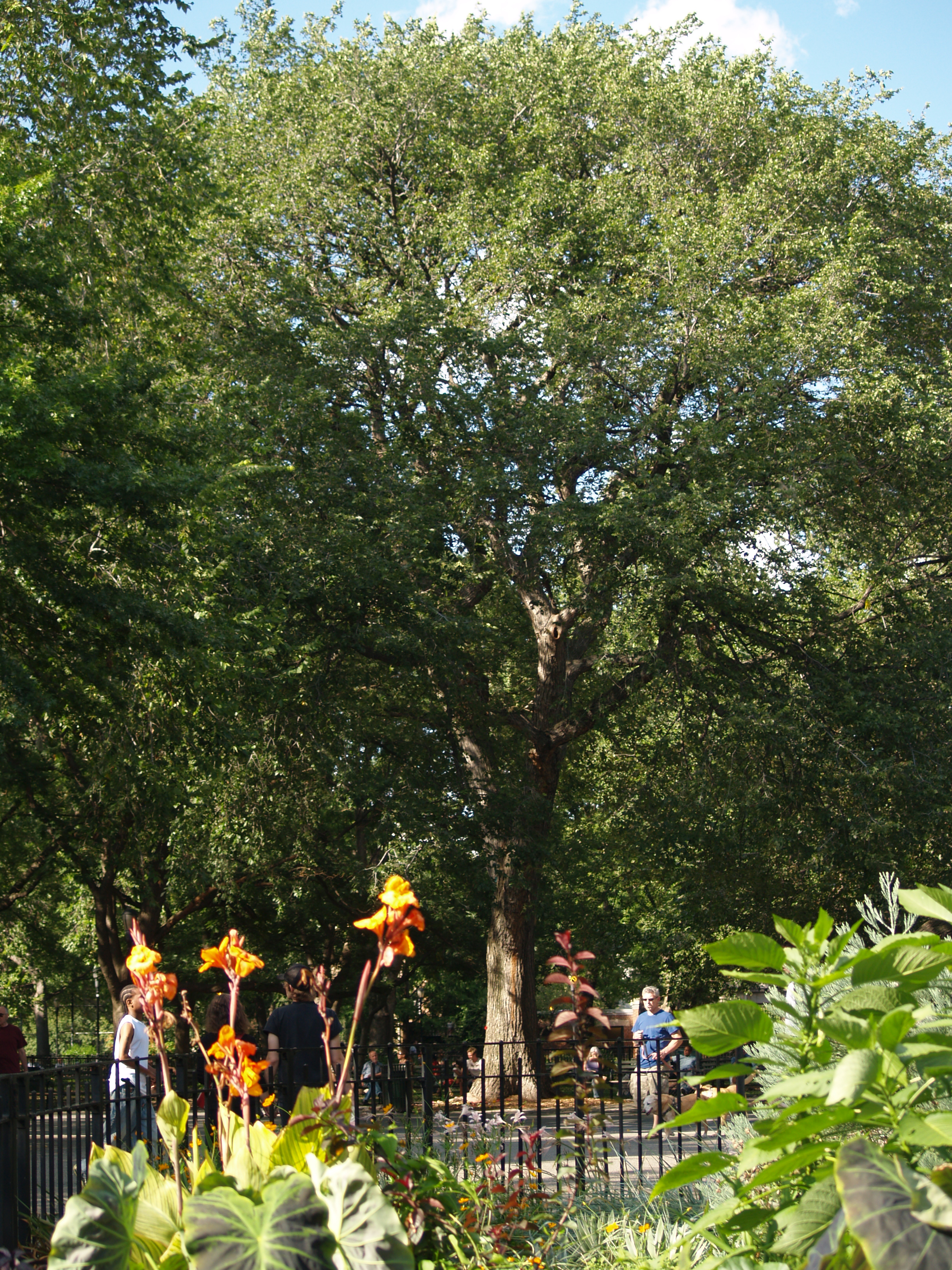
Hare-Krishna-Baum, Tompkins Square Park

Der Hare-Krishna-Baum – eine bestimmte Ulme, die neben Bänken steht, die im Halbrund angeordnet sind – ist Anhängern der Hare Krishna Bewegung heilig, da unter diesem Baum A. C. Bhaktivedanta Prabhupada zum ersten Mal außerhalb Indiens das Hare Krishna Mantra sang. Er war der Gründer der Internationalen Gesellschaft für Krishna-Bewusstsein. Teilnehmer dieser Zeremonie war u. a. der Dichter der Beat Generation Allen Ginsberg. Dieses Ereignis wird als die Gründung der Hare-Krishna-Religion in den Vereinigten Staaten angesehen. Der Baum wird daher von Krishna-Anhängern als bedeutende religiöse Stätte geachtet.
Das Denkmal an der Nordseite des Parks erinnert an die General-Slocum-Schiffskatastrophe vom 15. Juni 1904, bei der über 1.000 Menschen ums Leben kamen – vor allem Frauen und Kinder deutscher Einwanderer, die an diesem Tag im East River ertranken. In der Umgebung des Parks, die früher Kleindeutschland hieß, war die Trauer groß. Dieses Desasters wird auch in James Joyce’ Roman Ulysses gedacht.
In der Südwestecke des Parks befindet sich eine Statue von Samuel S. Cox (1824–1889), einem New Yorker Politiker, der unter anderem für Ohio und New York im Repräsentantenhaus der Vereinigten Staaten saß.